# RZ Андромеды
RZ Андромеды (лат. RZ Andromedae) — одиночная звезда в созвездии Андромеды на расстоянии приблизительно 2875 световых лет (около 882 парсеков) от Солнца. Видимая звёздная величина звезды — +9,43m.

## Характеристики
RZ Андромеды — оранжевый гигант спектрального класса K0*. Масса — около 3,671 солнечных, радиус — около 22,59 солнечных, светимость — около 171,587 солнечных. Эффективная температура — около 4630 K. Ранее считалась переменной звездой, но дальнейшие наблюдения переменности не подтвердили.

## Планетная система
В 2019 году учёными, анализирующими данные проектов HIPPARCOS и Gaia, у звезды обнаружена планета.